# Pola Grzechyńskie
Pola Grzechyńskie – historyczna nazwa terenów w miejscowości Grzechynia (województwo małopolskie) położone przy granicy z Suchą Beskidzką, gdzie znajdował się folwark pańszczyźniany. Miała tam miejsce bitwa konfederacji barskiej z wojskami królewskimi w 1771 roku. Była to jedna z ostatnich bitew przed upadkiem konfederacji i I rozbiorem Polski.